# Гортноб
Гортноб — село в Тляратинском районе Дагестана. Входит в состав сельского поселения сельсовет Герельский.

## География
Расположено в 22 км к юго-востоку от районного центра — села Тлярата, на правом берегу реки Аварское Койсу (Джурмут) в месте впадения в неё реки Сиритляр.

## Население
| 1869 | 1888 | 1895 | 1926 | 1939 | 1970 | 1989 |
| ---- | ---- | ---- | ---- | ---- | ---- | ---- |
| 56   | ↗82  | ↗87  | ↘73  | ↘68  | ↗77  | ↗118 |
| 2002 | 2010 | 2021 |      |      |      |      |
| ↘87  | ↗199 | ↗215 |      |      |      |      |